# Ковачова (Звољен)
Ковачова (слч. Kováčová) насељено је мјесто са административним статусом сеоске општине (слч. obec) у округу Звољен, у Банскобистричком крају, Словачка Република.

## Становништво
| Година:    | 1994. | 2004.   | 2014.   | 2024.    |
| ---------- | ----- | ------- | ------- | -------- |
| Број људи: | 1381  | 1439    | 1488    | 1695     |
| Разлика:   |       | +4,19 % | +3,40 % | +13,91 % |

| Година:    | 2023. | 2024.   |
| ---------- | ----- | ------- |
| Број људи: | 1648  | 1695    |
| Разлика:   |       | +2,85 % |

Према подацима о броју становника из 2011. године насеље је имало 1.524 становника.